# Sœurs murialdines de saint Joseph
Les sœurs murialdines de saint Joseph forment une congrégation religieuse, féminine, enseignante et hospitalière de droit pontifical.

## Histoire
Vers 1940, plusieurs jeunes femmes de l'action catholique actives dans l'église Notre-Dame-de-la-Santé (it) désirent se consacrer à Dieu selon l'esprit de Léonard Murialdo. En 1947, sept d'entre elles commencent le noviciat au sanctuaire du Sacré-Cœur de Rivoli. Maurilio Fossati, archevêque de Turin, accorde une période d'expérimentation de cinq ans. Le père Louis Casaril, quatrième supérieur général de la congrégation de saint Joseph, dirige l'œuvre naissante. 
Les novices prononcent leurs vœux à Turin le 7 novembre 1948, créant officiellement la nouvelle congrégation. La communauté s'installe à San Giuseppe Vesuviano, où elle connaît un développement remarquable. En 1954, la première maison à l'étranger est ouverte au Brésil ; en 1969, les sœurs étendent leur apostolat à l'Équateur ; c'est ensuite le Chili en 1974, l'Argentine en 1996 et le Mexique en 1998. Au Brésil, leur croissance est particulièrement suivie par le bienheureux Giovanni Schiavo. L'institut reçoit le décret de louange le 4 octobre 1973.

## Activité et diffusion
Les sœurs murialdines se dédient à l'enseignement. En terre de mission, elles sont également actives dans les hôpitaux et les cliniques.
Elles sont présentes en Italie, Argentine, Brésil, Chili, Équateur, Mexique.
La maison-mère est à Rome.
En 2017, la congrégation comptait 133 sœurs dans 27 maisons.